# Русько-Ляжмаринське сільське поселення
Ру́сько-Ляжма́ринське сільське поселення (рос. Русско-Ляжмаринское сельское поселение) — муніципальне утворення у складі Параньгинського району Марій Ел, Росія. Адміністративний центр — присілок Руська Ляжмар.

## Населення
Населення — 783 особи (2019, 889 у 2010, 1002 у 2002).

## Склад
До складу поселення входять такі населені пункти:
| Населений пункт         | Населення, осіб (2002) | Населення, осіб (2010) |
| ----------------------- | ---------------------- | ---------------------- |
| Ішимово, присілок       | 8                      | 7                      |
| Іштира, присілок        | 248                    | 218                    |
| Марі-Ляжмар, присілок   | 102                    | 85                     |
| Руська Ляжмар, присілок | 506                    | 469                    |
| Скрябіно, присілок      | 23                     | 20                     |
| Халтурино, присілок     | 6                      | 9                      |
| Хасаново, присілок      | 96                     | 78                     |
| Юлтишка, присілок       | 13                     | 3                      |